# 凱恩斯銀漢魚
凱恩斯銀漢魚，為輻鰭魚綱銀漢魚目虹銀漢魚科的其中一種，被IUCN列為易危保育類動物，分布於澳洲淡水流域，體長可達8.5公分，為熱帶魚類，棲息在熱帶雨林的溪流，通常以礫石底質伴隨著植物，深度從數十公分至2-3公尺，生活習性不明。

## 擴展閱讀
維基物種上的相關：凱恩斯銀漢魚